# Xian de Jize
Le xian de Jize (鸡泽县 ; pinyin : Jīzé Xiàn) est un district administratif de la province du Hebei en Chine. Il est placé sous la juridiction de la ville-préfecture de Handan.

## Démographie
La population du district était de 244 874 habitants en 1999.